# Alejandro Kettler

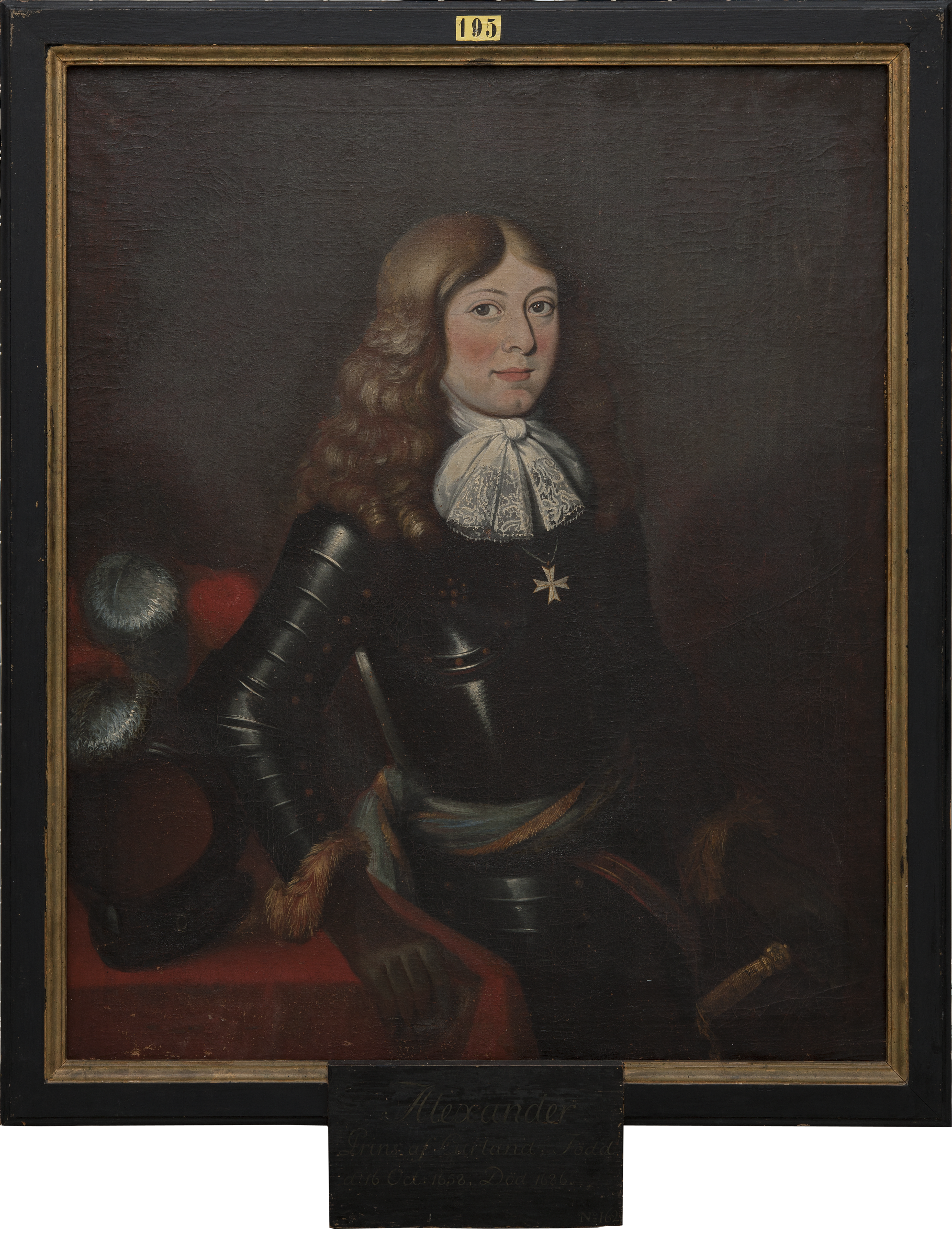
Pintura de Alejandro Kettler

Alejandro Kettler ( alemán : Prinz Alexander von Kurland , 1658-1686) fue hijo de Jacobo , oficial en Brandenburgo-Prusia del Regimiento Curlandes . Habiendo perdido su mano en la batalla, su apodo era "Unibrazo" ( der Einarmige ).

## Biografía
Nacido en Riga el 18 de octubre de 1658, en la familia del duque Jacobo Kettler , encarcelado en Riga , y su esposa, la princesa Luisa Carlota de Brandeburgo . Antes de esto, el 30 de septiembre, los suecos habían sido capturados fraudulentamente por la familia de sus padres, que habían sido llevados a Riga el 9 de octubre y deportados a la Fortaleza de Ivangorod , al oeste de Ingria , el 9 de agosto de 1659 . Después de la conclusión del Tratado de Paz de Oliva en 1660, regresó a Jelgava.
En 1673, su hermano mayor, el príncipe Federico Casimiro, con tres regimientos de Curlandia, ayudó a la República de los Países Bajos en una guerra contra la coalición franco - sueca . También pudo haber participado en la Guerra Skone (1674-1797) con su hermano Charles Jacob (1654-1777) , en el que el Ejército de Brandeburgo, bajo el cuñado de su madre Friedrich Wilhelm , luchó contra el ejército sueco. Se sabe que en mayo de 1683 se formó el Primer Batallón de Curlandia en el territorio de Prusia Oriental bajo el mando del Príncipe Alejandro, pero el 21 de enero de 1685 se transformó en un regimiento de Kurland) con dos batallones. Tras la publicación del edicto de Potsdam por la Puerta de Brandenburgo en 1685, los hugonotes franceses fueron expulsados del regimiento.
Junto con el regimiento mercenario Kurzeme, participó en la Gran Guerra Turca (1667-1699). A mediados de junio de 1686 se envió un regimiento para capturar Budapest , pero durante el asedio del 28 de junio, el Príncipe Alejandro fue gravemente herido y llevado a Viena para recibir tratamiento, pero murió en el camino a Sopron . Los restos del príncipe fueron transportados a Jelgava y enterrados junto a su padre en las tumbas de los duques de C Curlandia .
- Datos: Q876877
- Multimedia: Alexander of Courland / Q876877